# Manley (Nebraska)
Manley es una villa ubicada en el condado de Cass en el estado estadounidense de Nebraska. En el censo de 2010 tenía una población de 178 habitantes y una densidad poblacional de 755,23 personas por km².

## Geografía
Manley se encuentra ubicada en las coordenadas 40°55′10″N 96°9′58″O / 40.91944, -96.16611. Según la Oficina del Censo de los Estados Unidos, Manley tiene una superficie total de 0.24 km², de la cual 0.24 km² corresponden a tierra firme y (0%) 0 km² es agua.

## Demografía
Según el censo de 2010, había 178 personas residiendo en Manley. La densidad de población era de 755,23 hab./km². De los 178 habitantes, Manley estaba compuesto por el 97.19% blancos, el 0% eran afroamericanos, el 0% eran amerindios, el 0% eran asiáticos, el 0% eran isleños del Pacífico, el 0.56% eran de otras razas y el 2.25% pertenecían a dos o más razas. Del total de la población el 0.56% eran hispanos o latinos de cualquier raza.